# Areski Belkacem
Pour les articles homonymes, voir Belkacem.
Larezeki Belkacem, dit Areski ou parfois Areski Belkacem, est un compositeur, musicien multi-instrumentiste, comédien et chanteur français, né le 23 janvier 1940 à Versailles.

## Biographie
Né en janvier 1940 à Versailles, Areski Belkacem a grandi dans cette ville. Ses parents, d’origine kabyle, y tenaient un restaurant, et accueillaient les musiciens d'Algérie : « À la maison, les vedettes d’après-guerre, les vieux briscards du chaâbi, venaient jouer chez mes parents ». Adolescent, il assiste aux répétitions, pour les concerts de l’Olympia, d'Édith Piaf, des Beatles ou de Jacques Brel, dans la grande salle du cinéma Cyrano. Il débute dans les dancings, les tripots. puis les mariages, jouant les tubes populaires, et démarre sur scène par le théâtre de patronage. Avant son passage sous les drapeaux, durant lequel il noue une amitié avec Jacques Higelin, il écume les caves de Saint-Germain-des-Prés avec ses baguettes pour participer à des jam-sessions ; après son service militaire il part en tournée sur les routes de France et propose ses services de musicien polyvalent dans différents clubs de rock et de jazz.
Belkacem enregistre avec Higelin un album en 1969 et sa voix apparaît notamment dans la chanson Remember, dont il a composé la musique. Higelin lui présente Brigitte Fontaine. Dès 1969, ils montent ensemble Niok, un spectacle en grande partie improvisé qui reste des mois à l'affiche au Théâtre du Lucernaire, à Paris. Au Théâtre du Vieux-Colombier, la même année, il accompagne Brigitte Fontaine et l'Art Ensemble of Chicago dans Comme à la radio qui donne lieu à un disque devenu un classique underground. En 1970, il enregistre son premier disque solo, Un beau matin, chez Saravah également, et il est le héros du long métrage Ça va, ça vient de Pierre Barouh, fondateur de ce label Saravah. À la même époque, il compose des musiques pour le metteur en scène Peter Brook et participe également à ses spectacles en tant que comédien dans le cadre du Centre international de recherche théâtrale.
Sa relation amoureuse avec la poétesse et chanteuse Brigitte Fontaine naît après l'album Brigitte Fontaine, pendant la réalisation de Je ne connais pas cet homme. Le couple se fiance et se marie sept ans plus tard. D'une union antérieure, Areski avait eu un fils, Ali Belkacem, que Brigitte Fontaine élève comme le sien. Dans les années 1970, les spectacles du tandem Areski-Fontaine, joués dans des conditions souvent inconfortables, mêlent théâtre et chanson, comprenant beaucoup d'improvisation et peu d'instruments et d'accessoires, un mélange unique de la musique d'Areski (qui signe aussi quelques textes), conciliant influences africaines et tradition européenne, et des textes tour à tour rêveurs, acerbes et/ou drôles de Fontaine. Ils joignent et alternent leurs voix également au fil d'une poignée d'albums (Je ne connais pas cet homme, L'Incendie, Le Bonheur, Vous et nous, Les églantines sont peut-être formidables) produits dans des conditions très diverses, parfois avec très peu de moyens, s'aventurant sur des terrains inexplorés, voire incréés, tels que le slam (dès Comme à la radio) et l'électronique (Vous et Nous, Patriarcat), voyageant de la Renaissance (l'autre version de Vous et Nous) au trip psychédélique dans l'air du temps (L'Engourdie), dans un univers au croisement du conte (Le Bonheur, Les Étoiles et les Cochons, La Citrouille, Le Repas des dromadaires, La Harpe jaune, Light Show), de la critique sociale (Le Propriétaire, Y'a du lard, Patriarcat, les comptines cruelles Où vas-tu petit garçon, La Renarde et le Bélier touffu, Les Petites Madones...) et de l'autoportrait ou du portrait, en filigrane (Brigitte, Ragilia, Nous avons tant parlé, La Harpe jaune, Pif).
Les années 1980 sont plus difficiles, malgré la création de Acte 2, une pièce de Brigitte Fontaine qu'il interprète en duo avec celle-ci. L'album French Corazon et le mini-tube Le Nougat consacrent en 1992 le retour en grâce du musicien. Depuis lors, Areski Belkacem est toujours le compositeur principal de Brigitte Fontaine et chante à l'occasion en duo sur ses albums (D'ailleurs et Welcome Pengouin sur French corazon, C'est normal dans Les Palaces, Le Voile à l'école dans Rue Saint Louis en l'Île ou Le Grand-Père sur L'un n'empêche pas l'autre), participant aux chœurs (Prohibition) et concluant même l'album Libido par un égrillard « on va à l'hôtel ? ». Son travail a évolué vers des sons contemporains (le jungle Délices et Orgue, Ah que la vie est belle et Dancefloor) et surtout vers un art classique, écrin idéal des textes amoureux et parnassiens de Brigitte Fontaine et de ses interprétations les plus sensibles (Belle Abandonnée, La Symphonie pastorale, Profond, Ex Paradis...), adoptant aussi l'accordéon pour une lancinante et compatissante Leila bien avant la reprise de Rue Saint Louis en l'île par Galliano et l'album Le Triomphe de l'amour.
Qualifié de « prince consort de la chanson française » par Camille Couteau ou comparé à Berlioz par Eric Loret, Areski Belkacem a également collaboré avec Barbara, Georges Moustaki et Sapho (sur l'album Universelle). Avec cette dernière, il participe au festival Voix de la Méditerranée de Lodève, ainsi que le bassiste Bobby Jocky et le clavier Dondieu Divin, fidèles de ses disques avec Brigitte. Plus tard, Sapho s'adjoindra le guitariste Yan Péchin, ex accompagnateur d'Alain Bashung présent sur tous les albums récents de Brigitte et Areski. Au fil des années, celui-ci, après l'Art Ensemble of Chicago, a aussi travaillé avec Jean-Claude Vannier et Jean-Efflam Bavouzet (des habitués) , Antoine Duhamel (sur Je ne connais pas cet homme), Sonic Youth (sur Kékéland), Richard Galliano, Christophe et Grace Jones (sur L'un n'empêche pas l'autre). Il est devenu un compositeur français bien connu dans le domaine de la chanson en France. Comme à la radio et Les Palaces reçoivent chacun le Grand prix de l'Académie Charles Cros.
Parallèlement à son activité dans le domaine de la chanson, Areski Belkacem signe également avec son fils, Ali Belkacem, des musiques de films (Jeunesse dorée en 2001 et À mort la mort de Romain Goupil en 1999, notamment) ou de pièces de théâtre (Une liaison transatlantique). En 2004, il décide d'aller étudier à la Schola Cantorum, un établissement d'enseignement supérieur de la musique. Sur une idée de Zep et Benoît Mouchart, il crée en 2005 la musique d'un spectacle novateur, les concerts de dessins qui sont désormais présentés chaque année au Festival international de la bande dessinée d'Angoulême et qui proposent la création, en direct, sur grand écran et en musique, d'une bande dessinée originale.
Il publie le 26 octobre 2010 un nouveau disque solo Le triomphe de l'amour,, son second depuis la sortie d'Un beau matin (1970, où figuraient Le Dragon et Nous avons tant parlé) : création collective, selon liberation.fr, avec de vieux comparses comme le flûtiste Didier Malherbe (ex-Gong) ou Jean-Philippe Rykiel. Parfois, il y a des passages difficiles à jouer dans ses partitions. Areski propose de les réécrire. Mansuétude perdue, les musiciens préfèrent avec lui toujours suer et s’adapter plutôt que de renoncer. L'année suivante Areski Belkacem chante en duo avec Zaza Fournier le titre Magicien, Magicienne à l'Olympia. En 2012 il interprète le père de Benoît Poelvoorde et Albert Dupontel au cinéma.
En mai 2013, il participe avec Ali Belkacem et Bobby Jocky au concert « Il n’y a plus rien mais on est là » de Mounia Raoui sur des textes de Mounia Raoui, Léo Ferré et Anna de Noailles au théâtre Gérard Philipe. Areski retrouve Mounia Raoui en 2021 pour le spectacle Thalia Tchou, dont il compose la musique, qu'il co-interprète et accompagne aux percussions, avec également Gérard Tempia Bonda, Bobby Jocky et Dondieu Divin, avec la sortie simultanée de l’album du concert. L'année précédente, il avait composé la musique du court-métrage Retour à la nuit d'Anaïs Le Berre et Philibert Gau (SMAC Productions).
En 2022, The Limiñanas sortent en single La Musique, titre inédit écrit en collaboration avec et interprété par Areski, qui figure sur leur compilation Electrified. Il publie en 2025 un nouvel album en solo, intitulé Long Courrier,.

## Discographie

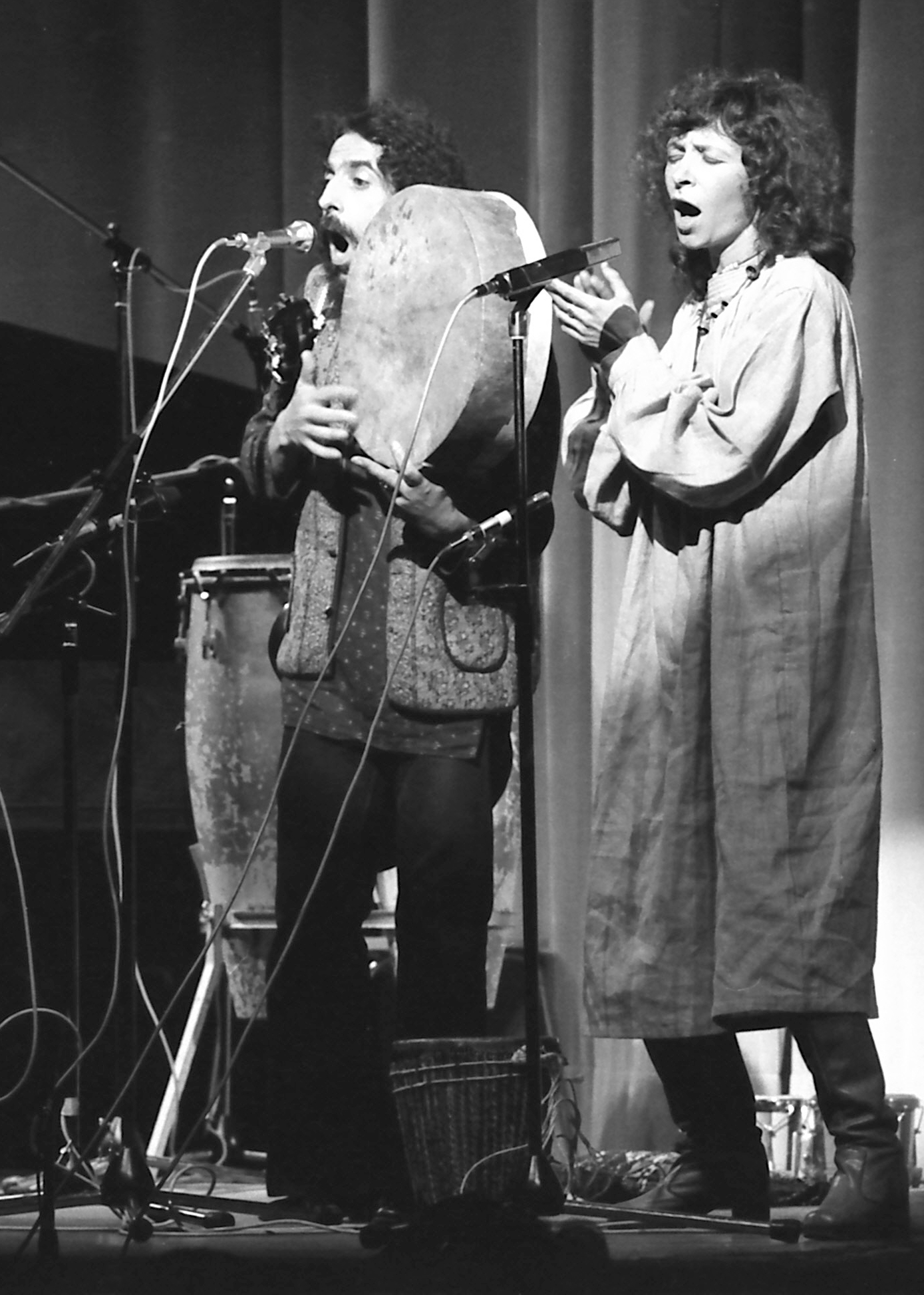
Areski et Brigitte Fontaine en concert, en septembre 1974.

Principaux albums.

### Albums solos
- Un beau matin, Saravah, 1970 (réédition Le Souffle Continu, 2018)
- Le Triomphe de l'Amour, Universal Music Classic & Jazz, 2010
- Long courrier, Kuroneko Distribution, 2025

### En commun avec d'autres artistes
- Higelin et Areski (avec Jacques Higelin), Saravah, 1969
- Comme à la radio (avec Brigitte Fontaine et l'Art Ensemble of Chicago), Saravah, 1970 Grand prix Charles Cros.
- Brigitte Fontaine (pour Brigitte Fontaine, avec Julie Dassin, Jacques Higelin et Olivier Bloch-Lainé, Saravah, 1972
- Je ne connais pas cet homme (avec Brigitte Fontaine), Saravah, 1973
- L'Incendie (avec Brigitte Fontaine), BYG Records, 1974
- Quand tous les ghettos brûleront, Ça va faire un hit, (single, duo avec Brigitte Fontaine, arrangements de Jean-Claude Vannier), BYG Records, 1974
- Le Bonheur (avec Brigitte Fontaine), Saravah, 1975
- Vous et nous (avec Brigitte Fontaine), Saravah, 1977
- Les églantines sont peut-être formidables (avec Brigitte Fontaine), RCA-Saravah, 1979
- French corazon (pour Brigitte Fontaine), Midi/EMI, 1990
- Genre humain (pour Brigitte Fontaine), Virgin, 1995 (avec la collaboration d'Étienne Daho pour quatre titres)
- Les Palaces (pour Brigitte Fontaine), Virgin, 1997 Grand prix Charles Cros - duo : reprise de C'est normal
- Kékéland (pour Brigitte Fontaine), Virgin, 2001 (avec la collaboration de Sonic Youth sur deux titres, de -M-, de Noir Désir sur un titre)
- Rue Saint Louis en l'île (pour Brigitte Fontaine), Virgin, 2004 (avec la participation de -M-, Mouss et Hakim de Zebda et Gotan Project) - duo : Le Voile à l'école
- Libido (pour Brigitte Fontaine), Polydor, 2006
- Prohibition (pour Brigitte Fontaine), réalisation de Ivor Guest, 2009 :
- L'un n'empêche pas l'autre (pour Brigitte Fontaine, réalisation de Ivor Guest), 2011 - duo : Le Grand-Père
- J'ai l'honneur d'être (pour Brigitte Fontaine), 2013
- Baraka 1980 (avec Brigitte Fontaine), 2025

## Spectacles
- Concert de dessins : Destin, Scénario de Zep, avec Alfred, Matthieu Bonhomme, Mathieu Sapin, Tanxxx, Tébo, Jean-Louis Tripp, Bastien Vivès, Laurent Verron, musique d'Areski Belkacem, avec Patrick Baudin, Dondieu Divin, Bobby Jocky et Yan Péchin
- Concert de dessins : La Nourriture du paradis, d'après un conte soufi raconté par Brigitte Fontaine, scénario de Dupuy-Berberian, avec Alfred, Hervé Tanquerelle, Ludovic Debeurme, Clément Oubrerie, Ville Ranta,  Hervé Bourhis, Bastien Vivès, Dupuy, Berberian, Tanxxx et Jean-Louis Tripp, musique d'Areski Belkacem, avec Brigitte Fontaine, Bobby Jocky, Dondieu Divin, Frédéric Deville et Yan Péchin (Angoulême puis Poggibonsi (Italie), 2009).
- Tango, d'après un scénario de Lewis Trondheim, avec Lewis Trondheim, Alfred, Zep, Clément Oubrerie, Ville Ranta, Bastien Vivès, Dupuy, Berberian, José Muñoz et Jean-Louis Tripp, musique d'Areski Belkacem, avec Haydée Alba, Bobby Jocky, Dondieu Divin et Fernando Fiszbein, mise en scène de Benoît Mouchart, Une production du Festival international de la bande dessinée (Angoulême, 2008).
- Duel, d'après un scénario de Lewis Trondheim, avec Lewis Trondheim, François Schuiten, Zep, Fred Bernard, Ville Ranta, Ludovic Debeurme, Dupuy, Berberian, O'Groj, Jean-Louis Tripp et Régis Loisel, musique d'Areski Belkacem, avec String machine et Yan Péchin, mise en scène de Benoît Mouchart, Une production du Festival international de la bande dessinée (Angoulême, 2007).
- La Souris de Burbanks, d'après un scénario de Zep, avec Zep, Blutch, Hervé Tanquerelle, Grégory Mardon, Ludovic Debeurme, Vincent Sardon, Dupuy, Berberian, Jeff Pourquié, O'Groj, Cosey, Stan et Vince,  Edmond Baudoin et Régis Loisel, sur une musique d'Areski Belkacem, avec String machine, mise en scène de Benoît Mouchart, une production du Festival international de la bande dessinée (Lausanne, 2005 et Angoulême, 2006).
- Little Nemo, d'après un scénario de José-Louis Bocquet et Thierry Smolderen, avec Zep, Nicolas de Crécy, Blutch, Johan De Moor, Dupuy, Berberian, O'Groj, Stan et Vince, Jean-Christophe Chauzy sur une musique d'Areski Belkacem, avec String machine, mise en scène de Benoît Mouchart, une production du Festival international de la bande dessinée (Angoulême, 2005).

## Cinéma
Acteur
- Ça va, ça vient de Pierre Barouh en 1970[12]
- Le Grand Soir de Benoît Delépine et Gustave Kervern en 2011[13]